# Риз, Роджер Рой
Роджер Рой Риз (англ. Roger Roi Reese) — американский историк, советолог, профессор Техасского университета A&M.

## Биография
Роджер Риз родился 17 мая 1959 года в Форт-Ноксе в семье военнослужащего.
В 1981 году окончил Техасский университет в Остине с учёной степенью «бакалавр истории».
В 1981—1984 годах проходил военную службу в 9-й пехотной дивизии Армии США в Форт-Льюис.
Обучался в магистратуре Техасского университета A&M. В 1986 получил учёную степень «магистр истории».
В 1990 году получил учёную степень доктора философии. В том же году они приступил к работе на факультете истории университета A&M.
С 1990 по 1996 годы работал ассистентом профессора на факультете истории.
В 1997 году работал в Институте Кеннана при Международном научном центре Вудро Вильсона, специализирующегося на исследовании СССР (советология), Российской Федерации и других государств бывшего СССР, в проекте по тематике «Русская Православная Церковь во Второй мировой войне».
Научной специализацией Риза является история СССР в целом и история ВС СССР. Роджер Риз написал несколько книг о Вооружённых силах СССР.
Признанием его научного вклада стала премия Moncado весной 2003 года от Военно-исторического общества США.
На современном этапе исследовательская работа Риза посвящена офицерскому корпусу Российской империи на последних исторических периодах её существования: перед Первой мировой войной, в период войны и после Февральской революции.
Является членом таких научных исторических сообществ как Военно-историческое общество США и Ассоциация славянских, восточноевропейских и евразийских исследований.

### Монографии
- Roger R. Reese. Stalin's Reluctant Soldiers: A Social History of the Red Army, 1925—1941 (англ.). — Lawrence: University Press of Kansas, 1996. — 280 p. — (Modern War Studies). — ISBN 978-0700607723.
- Roger R. Reese. Red Commanders: A Social History of the Soviet Officer Corps, 1918—1991 (англ.). — Lawrence: University Press of Kansas, 2005. — 336 p. — ISBN 978-0700613977.
- Roger R. Reese. The Russian Imperial Army, 1796—1917 (англ.). — Aldershot: Ashgate Publishing Limited, 2006. — 460 p. — ISBN 978-0754625650.
- Roger R. Reese. Why Stalin’s Soldiers Fought: The Red Army’s Military Effectiveness in World War II (англ.). — Lawrence: University Press of Kansas, 2011. — 408 p. — ISBN 978-0700617760.
- Roger R. Reese. The Soviet Military Experience: A History of the Soviet Army, 1917—1991 (англ.). — London: Routledge, 2011. — 224 p. — (Warfare and History). — ISBN 978-0415217200.

### Статьи в рецензируемых научных журналах
- Roger R. Reese. A Note on a Consequence of the Expansion of the Red Army on the Eve of World War II (англ.) // Soviet Studies. — London: Routledge, 1989. — No. 1. — P. 135—140. — ISSN 0966-8136.
- Roger R. Reese. The Impact of the Great Purge on the Red Army: Wrestling with Hard Numbers (англ.) // Soviet and Post-Soviet Review. — Salt Lake City: University of Utah Press, 1992. — No. 1. — P. 51—70. — ISSN 1876-3324.
- Roger R. Reese. Red Army Opposition to Forced Collectivization, 1929—30: The Army Wavers (англ.) // Slavic Review. — Cambridge: Cambridge University Press, 1996. — P. 24—45. — ISSN 0037-6779.
- Roger R. Reese. Red Army Professionalism and the Communist Party, 1918—1941 (англ.) // The Journal of Military History[англ.]. — Лексингтон: Society for Military History, 2002. — No. 1. — P. 71—102. — ISSN 0899-3718.
- Roger R. Reese. Motivations to Serve: The Soviet Soldier in the Second World War (англ.) // The Journal of Slavic Military Studies. — London: Routledge, 2007. — No. 2 (июнь). — P. 263—282. — ISSN 1351-8046.
- Roger R. Reese. Lessons of the Winter War: A Study in the Military Effectiveness of the Red Army, 1939—1940 (англ.) // The Journal of Military History. — Lexington: Society for Military History (USA), 2008. — No. 3. — P. 25—52. — ISSN 0899-3718.
- Roger R. Reese. Surrender and Capture in the Winter War and Great Patriotic War: Which was the Anomaly? (англ.) // Global War Studies (The Journal for the Study of Warfare and Weapons, 1919—1945). — Erie: Brécourt Academic, 2011. — No. 1. — P. 87—98. — ISSN 1949-8489.
- Roger R. Reese. The Russian Orthodox Church and Patriotic Support for the Stalinist Regime during the Great Patriotic War (англ.) // The Journal of Slavic Military Studies. — London: Maney Publishing, 2014. — No. 2. — P. 137—158. — ISSN 0729-2473.
- Roger R. Reese. Ten Jewish Red Army Veterans of the Great Patriotic War: In search of the Mythical Representative Soviet Soldier (англ.) // The Journal of Slavic Military Studies. — London: Routledge, 2014. — No. 3. — P. 420—429. — ISSN 1351-8046.
- Roger R. Reese. What to Give: Popular Response in the Soviet Union to the Warm Clothes Drive during the Great Patriotic War (англ.) // Jahrbücher für Geschichte Osteuropas. — Stuttgart: Franz Steiner Verlag, 2015. — No. 3. — P. 412—429. — ISSN 0021-4019.

### Главы в книгах коллективного авторства
- Глава III. Раздел IX. The Red Army and the Great Purge // Stalinist Terror: New Perspectives (англ.) / Арч Гетти. — Cambridge: Cambridge University Press, 1993. — P. 198—214. — 308 p. — ISBN 978-0521446709.
- Глава II. Раздел XV. The Military and the Revolutionary State // War (англ.) / Роджер Чикеринг[англ.]. — Cambridge: Cambridge University Press, 2012. — Vol. 4: War and the Modern World. — P. 352—377. — ISBN 9781139021203.
- Глава III. Раздел XI. Remembering the Soviet-Afghan War in Russia // Monumental Conflicts? Twentieth Century Wars and the Evolution of Popular Memory (англ.) / Derek R. Mallett. — London: Routledge, 2016. — 236 p. — ISBN 9781138282285.